# Кундат (посёлок)
Кундат — упразднённый посёлок в Тисульском районе Кемеровской области. На момент упразднения входил в состав Центральского поселкового совета. Исключен из учётных данных в 1997 году.

## География
Располагался на левом берегу реки Большой Кундат в месте впадения в неё реки Николка, на расстоянии примерно 11 км по прямой к северо-востоку от поселка Центральный.

## История
Решением ОИК № 665 от 30 августа 1957 года в связи с ликвидацией Первомайского рудоуправления и переходом основного населения на производственные работы в посёлок Кундат — центр Первомайского поссовета перенесен в Кундат. Решением ОИК № 997 от 18 декабря 1957 г. посёлок Кундат отнесен к категории рабочих поселков. Решением ОИК № 238 от 17 мая 1978 г. рабочий посёлок Кундат отнесен к категории сельских населённых пунктов, поссовет ликвидирован, посёлок передан в подчинение Центральному поссовету.

## Население
| 1959 | 1970 | 1979 | 1989 |
| ---- | ---- | ---- | ---- |
| 1566 | ↘439 | ↘223 | ↘34  |